# 潘耒
潘耒（1646年—1708年），原名栋吴，字次耕，又字稼堂，晚自號止止居士，江南吳江縣（今江蘇吳江市）人。潘檉章之弟。

## 生平
自小過目成誦，師事徐枋、顧炎武、王锡阐、吴炎等，为顧炎武唯一及门弟子，博通經史、曆算、音學。清康熙十八年（1679年），舉博學鴻詞，授翰林院檢討，參與纂修《明史》，主纂《食货志》六卷。终以浮躁降职。康熙三十四年，在福建建陽刻成《日知錄》三十二卷本行世。晚年崇信佛学，好山水，歷遊名勝，為文記之，名篇有〈遊南雁蕩記〉、〈火焰峰〉、〈天柱峰僧餉黃獨〉、〈仙居諸山遊記〉等。康熙四十二年（1703年），康熙赐復原官，坚辞不受。著有《類音》、《遂初堂詩集》、《文集》、《別集》等。

## 延伸阅读
[在维基数据编辑]
 《清史稿/卷484》，出自趙爾巽《清史稿》
 在维基共享资源阅览影像